# Seven Sudamericano Juvenil M18 2018
El Seven Sudamericano Juvenil M18 del 2018 fue la primera edición del torneo de rugby 7 de Sudamérica Rugby. 
Se disputó en la instalaciones del Estadio Municipal de La Pintana en Santiago de Chile con un formato clasificatorio de todos contra todos, para posteriormente disputar semifinales y finales.

## Participantes
- Argentina
- Brasil
- Chile
- Uruguay

## Resultados

### Posiciones
| Pos. | Equipo    | Encuentros | Encuentros | Encuentros | Encuentros | Tantos  | Tantos    | Tantos     | Puntos |
| Pos. | Equipo    | jugados    | ganados    | empatados  | perdidos   | a favor | en contra | diferencia | Puntos |
| ---- | --------- | ---------- | ---------- | ---------- | ---------- | ------- | --------- | ---------- | ------ |
| 1    | Argentina | 3          | 3          | 0          | 0          | 119     | 21        | + 98       | 6      |
| 2    | Chile     | 3          | 2          | 0          | 1          | 81      | 55        | + 26       | 4      |
| 3    | Uruguay   | 3          | 1          | 0          | 2          | 34      | 89        | - 55       | 2      |
| 4    | Brasil    | 3          | 0          | 0          | 3          | 24      | 93        | - 69       | 0      |

Nota: Se otorgan 2 puntos al equipo que gane un partido, 1 al que empate y 0 al que pierda

### Fase de grupos
| 3 de noviembre | Chile | 36 - 5 | Uruguay | Estadio Municipal de La Pintana, Santiago, Chile |  |

| 3 de noviembre | Argentina | 33 - 7 | Brasil | Estadio Municipal de La Pintana, Santiago, Chile |  |

| 3 de noviembre | Chile | 7 - 43 | Argentina | Estadio Municipal de La Pintana, Santiago, Chile |  |

| 3 de noviembre | Uruguay | 22 - 10 | Brasil | Estadio Municipal de La Pintana, Santiago, Chile |  |

| 3 de noviembre | Brasil | 7 - 38 | Chile | Estadio Municipal de La Pintana, Santiago, Chile |  |

| 3 de noviembre | Argentina | 43 - 7 | Uruguay | Estadio Municipal de La Pintana, Santiago, Chile |  |

### Semifinales
| 4 de noviembre | Chile | 43 - 5 | Uruguay | Estadio Municipal de La Pintana, Santiago, Chile |  |

| 4 de noviembre | Argentina | 43 - 0 | Brasil | Estadio Municipal de La Pintana, Santiago, Chile |  |

### Tercer Puesto
| 4 de noviembre | Uruguay | 32 - 7 | Brasil | Estadio Municipal de La Pintana, Santiago, Chile |  |

### Final
| 4 de noviembre | Argentina | 26 - 17 | Chile | Estadio Municipal de La Pintana, Santiago, Chile |  |

## Posiciones finales
| Posición | Selección |
| -------- | --------- |
| 1        | Argentina |
| 2        | Chile     |
| 3        | Uruguay   |
| 4        | Brasil    |